# Sagres (São Paulo)
Sagres é um município brasileiro do estado de São Paulo. Sua população estimada em 2024 pelo IBGE era de 2.519 habitantes.

## História

### Formação territorial-administrativa
Histórico da formação do município:
- Antigo povoado de Drumond.
- Distrito criado com a denominação de Sagres, no município de Osvaldo Cruz, pela Lei nº 233, de 24/12/1948.
- Município criado pela Lei nº 5.285, de 18/02/1959.

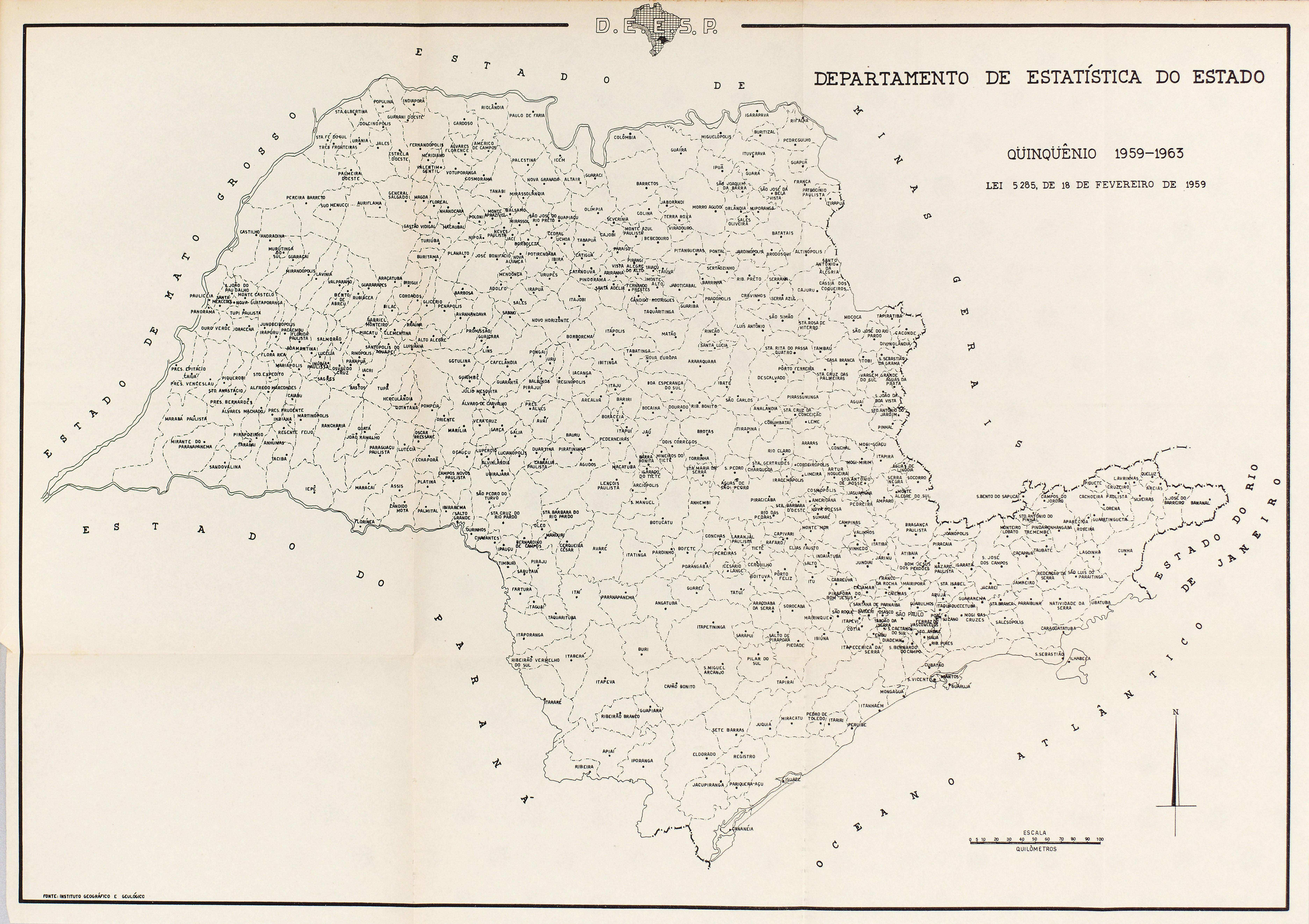
Estado de São Paulo (1959).

## Geografia
Localiza-se a uma latitude 21º53'01" sul e a uma longitude 50º57'22" oeste, estando a uma altitude de 419 metros. Está localizado na Microrregião de Adamantina e na Mesorregião de Presidente Prudente.

## Demografia

### População
| Crescimento populacional                             | Crescimento populacional | Crescimento populacional | Crescimento populacional |
| Ano                                                  | População Total          |                          | %±                       |
| ---------------------------------------------------- | ------------------------ | ------------------------ | ------------------------ |
| 1960                                                 | 8 259                    |                          | —                        |
| 1970                                                 | 4 083                    |                          | −50,6%                   |
| 1980                                                 | 3 016                    |                          | −26,1%                   |
| 1991                                                 | 2 653                    |                          | −12,0%                   |
| 2000                                                 | 2 439                    |                          | −8,1%                    |
| 2010                                                 | 2 395                    |                          | −1,8%                    |
| 2022                                                 | 2 474                    |                          | 3,3%                     |
| Est. 2024                                            | 2 519                    | [ 7 ]                    | 1,8%                     |
| Fontes: Censos Demográficos IBGE e Estimativas SEADE |                          |                          |                          |

### Dados demográficos
Alguns dados da Fundação SEADE
População total em 2012 2.383 habitantes
Densidade demogrática em 2012 16,12 hab/km2
Grau de Urbanização em 2010 75,95%
Coleta de Lixo em 2010 - Nível de Atendimento 100% 
Abastecimento de Água em 2010 - Nível de Atendimento 99,83%
Esgoto Sanitário em 2010 - Nível de Atendimento 99,48%
Dados do Censo - 2000
População Total: 2.439
- Urbana: 1.578
- Rural: 861
- Homens: 1.243
- Mulheres: 1.196

Densidade demográfica (hab./km²): 16,37
Mortalidade infantil até 1 ano (por mil): 19,31
Expectativa de vida (anos): 69,48
Taxa de fecundidade (filhos por mulher): 2,24
Taxa de Alfabetização: 81,30%
Índice de Desenvolvimento Humano (IDH-M): 0,723
- IDH-M Renda: 0,627
- IDH-M Longevidade: 0,741
- IDH-M Educação: 0,801

(Fonte: IPEADATA)

## Política e administração
- Prefeito: Roberto Batista Pires  (2025/2028)
- Vice-prefeito: Fabio Rogerio Fagundes (2025/2028)
- Presidente da câmara: Ed Carlos Clapís  (2025/2026)

Demais vereadores:
- Angelo Marcio da Silva
- Osvaldo Batista Pires
- Valdecir Lino Santana
- Flavio Fagundes
- Glariston Lima dos Santos
- Aparecido Oliveira Fernandes
- Marcelo Ribeiro Marciano
- Eduardo Alves de Morais

## Infraestrutura

### Comunicações
O sistema de telefones automáticos foi inaugurado na cidade em 1985 pela Telecomunicações de São Paulo (TELESP), que também implantou o sistema de discagem direta à distância (DDD) em 1988 com o código de área (0189).
Na década de 90 o código DDD da cidade foi alterado para (018), para padronização do sistema telefônico com a telefonia celular que estava sendo implantada em todo o estado.

## Religião
O Cristianismo se faz presente na cidade da seguinte forma:

### Igreja Católica
- A igreja faz parte da Diocese de Marília.[15]

### Igrejas Evangélicas
Entre as igrejas protestantes históricas, pentecostais e neopentecostais, encontram-se na cidade:
- Assembleia de Deus Ministério do Belém.[18][19]
- Congregação Cristã no Brasil.[20]